# Therobia braueri
Therobia braueri är en tvåvingeart som först beskrevs av Kertesz 1899.  Therobia braueri ingår i släktet Therobia och familjen parasitflugor. Inga underarter finns listade i Catalogue of Life.